# Obsjtina Pavel Banja
Obsjtina Pavel Banja (bulgariska: Община Павел Баня) är en kommun i Bulgarien.   Den ligger i regionen Stara Zagora, i den centrala delen av landet, 150 km öster om huvudstaden Sofia.
Obsjtina Pavel Banja delas in i:
- Aleksandrovo
- Asen
- Gabarevo
- Gorno Sachrane
- Dolno Sachrane
- Manolovo
- Osetenovo
- Skobelevo
- Turija
- Tăzja
- Tărnitjeni

Följande samhällen finns i Obsjtina Pavel Banja:
- Pavel Banja

I omgivningarna runt Obsjtina Pavel Banja växer i huvudsak blandskog. Runt Obsjtina Pavel Banja är det ganska glesbefolkat, med 27 invånare per kvadratkilometer.